# Smells Like Me
«Smells Like Me» és una cançó del cantant estatunidenc Charlie Puth. Publicada el 2 de setembre del 2022 a través d'Atlantic Records com el quart senzill del seu tercer àlbum d'estudi, Charlie, va ser escrita per ell i produïda per ell amb el compositor Jacob Kasher.

## Descripció
Es toca en la tonalitat de fa sostingut major amb un tempo de 108 pulsacions per minut. Presenta «una melodia brillant, guitarres subtils i tecles espurnejants», i va ser descrita pel mitjà Uproxx com «una mescla de pop modern i una balada sintètica dels anys 80.» En la cançó, Puth s'adreça a una exparella i li parla de la relació, tot desitjant que l'olor de la seva jaqueta li faci recordar-lo.

## Posicionament en llistes

### Setmanals
| Llista (2022)                        | Màxima posició |
| ------------------------------------ | -------------- |
| Japan Hot Overseas (Billboard Japan) | 12             |
| Nova Zelanda Hot Singles (RMNZ)      | 14             |
| Corea del Sud (Circle Digital Chart) | 147            |

### Mensuals
| Llista (2022)                        | Màxima posició |
| ------------------------------------ | -------------- |
| Corea del Sud (Circle Digital Chart) | 153            |